# Erianthus
Erianthus es un género de plantas herbáceas de la familia de las poáceas. Es originario de América tropical, del sudeste de Europa a Asia oriental, región Indomalaya, Polinesia, Sahara, Madagascar.
Algunos autores lo incluyen en el género Saccharum. 

## Etimología
El nombre del género deriva del griego erion (lana) y anthos (flor), aludiendo a sus glumas lanudas. 

## Citología
El número cromosómico básico del género es x = 5 y 10, con números cromosómicos somáticos de 2n = 10, 15, 20, 30 y 60., ya que hay especies diploides y una serie poliploide.  Cromosomas relativamente "pequeños".

## Especies
- Erianthus alopecuroides (L.) Elliott
- Erianthus compactus Nash
- Erianthus contortus Baldwin ex Elliott
- Erianthus fischerianus Doell.
- Erianthus laxus Nash
- Erianthus pollinoides Rendle
- Erianthus smallii Nash
- Erianthus tracyi Nash
- Erianthus trinii Hack.